# 柿田智之
柿田 智之（かきた ともゆき）は、日本の元チアリーダー、チアリーディング指導者、大学事務職員。福岡大学附属大濠高等学校、日本文理大学工学部建築学科卒業。早稲田大学大学院スポーツ科学研究科修了　修士(スポーツ科学)。

## 人物
1999年、日本文理大学入学。スポーツ経験は無かったが、勧誘を受けてチアリーディング部へ入部した。同年にチアリーディング部が男女混成チームとして編成された時の一期生である。2001年には全国大会で初優勝した。
2005年より日本文理大学チアリーディング部の監督を務めており、チームを全国大会（全日本学生選手権大会・JAPAN CUP・アジアインターナショナルオープンチャンピオンシップ）で何度も優勝に導いている。また、日本文理大学の事務職員でもある。
2021年より一般社団法人ONEACADEMY代表取締役として就任。

## 実績

### 指導経歴
- 日本文理大学チアリーディング部　コーチ（2003 - 2005）
- 日本文理大学チアリーディング部　監督（2005 - 2020）
- チアリーディング日本代表　コーチ（2007、2009、2011、2013、2015）
- 世界大学チアリーディング選手権大会　日本代表　監督（2018）

### 主な国内大会成績
| 年     | 大会名                                           | 結果   |
| ------ | ------------------------------------------------ | ------ |
| 2005年 | ジャパンカップ2005チアリーディング日本選手権大会 | 優勝   |
|        | 第17回全日本学生チアリーディング選手権大会       | 優勝   |
| 2006年 | 全日本選抜チアリーディング選手権大会             | 優勝   |
|        | ジャパンカップ2006チアリーディング日本選手権大会 | 優勝   |
|        | 第18回全日本学生チアリーディング選手権大会       | 優勝   |
| 2007年 | ジャパンカップ2007チアリーディング日本選手権大会 | 優勝   |
|        | 第19回全日本学生チアリーディング選手権大会       | 優勝   |
| 2008年 | ジャパンカップ2008チアリーディング日本選手権大会 | 優勝   |
|        | 第20回全日本学生チアリーディング選手権大会       | 優勝   |
| 2009年 | ジャパンカップ2009チアリーディング日本選手権大会 | 優勝   |
|        | 第21回全日本学生チアリーディング選手権大会       | 優勝   |
| 2010年 | 第22回全日本学生チアリーディング選手権大会       | 3位    |
| 2011年 | ジャパンカップ2011チアリーディング日本選手権大会 | 優勝   |
|        | 第23回全日本学生チアリーディング選手権大会       | 優勝   |
| 2012年 | ジャパンカップ2012チアリーディング日本選手権大会 | 準優勝 |
|        | 第24回全日本学生チアリーディング選手権大会       | 準優勝 |
| 2013年 | ジャパンカップ2013チアリーディング日本選手権大会 | 優勝   |
|        | 第25回全日本学生チアリーディング選手権大会       | 優勝   |
| 2014年 | ジャパンカップ2014チアリーディング日本選手権大会 | 優勝   |
|        | 第26回全日本学生チアリーディング選手権大会       | 準優勝 |
| 2015年 | ジャパンカップ2015チアリーディング日本選手権大会 | 優勝   |
|        | 第27回全日本学生チアリーディング選手権大会       | 優勝   |
| 2016年 | ジャパンカップ2016チアリーディング日本選手権大会 | 優勝   |
|        | 第28回全日本学生チアリーディング選手権大会       | 優勝   |
| 2017年 | ジャパンカップ2017チアリーディング日本選手権大会 | 準優勝 |
|        | 第29回全日本学生チアリーディング選手権大会       | ３位   |
| 2018年 | ジャパンカップ2018チアリーディング日本選手権大会 | 優勝   |
|        | 第30回全日本学生チアリーディング選手権大会       | ３位   |
| 2019年 | ジャパンカップ2019チアリーディング日本選手権大会 | ３位   |
|        | 第31回全日本学生チアリーディング選手権大会       | 優勝   |

### 主な国際大会成績
| 年     | 大会名                                                                  | 結果                      |
| ------ | ----------------------------------------------------------------------- | ------------------------- |
| 2001年 | チアリーディング世界選手権大会                                          | 優勝（選手）              |
| 2007年 | 第1回チアリーディングアジアインターナショナルオープンチャンピオンシップ | 優勝（監督）              |
|        | 第4回チアリーディング世界選手権大会                                     | 優勝（コーチ）            |
| 2008年 | 第2回チアリーディングアジアインターナショナルオープンチャンピオンシップ | 優勝（監督）              |
| 2009年 | 第3回チアリーディングアジアインターナショナルオープンチャンピオンシップ | 優勝（監督）              |
|        | 第5回チアリーディング世界選手権大会                                     | 優勝（コーチ）            |
| 2010年 | 第4回チアリーディングアジアインターナショナルオープンチャンピオンシップ | 男女混成部門優勝 （監督） |
| 2011年 | 第6回チアリーディング世界選手権大会                                     | 優勝（コーチ）            |
| 2013年 | 第7回チアリーディング世界選手権大会                                     | 優勝（コーチ）            |
| 2018年 | FISU World University Cheerleading Championships                        | 優勝（監督）              |

## メディア出演

### テレビ番組
- スッキリ!!（日本テレビ）
- 発見!人間力（テレビ朝日、2009年2月21日放送） - 柿田が日本文理大学のチアリーディング部を指導する様子が取り上げられた[7]。
- 24時間テレビ 愛は地球を救う37 耳の不自由な12歳の少女 日本一のチアリーディングに挑戦（日本テレビ、2014年8月30日放送）
- 未来シアター（日本テレビ、2014年10月10日放送）[3]

### ラジオ番組
- 廣道純のNever GiveUP!!（OBSラジオ、2014年1月4日[8]・10月4日[9]放送）

### CM
- フンドーキン醤油[10]